# Полянецьке (Уманський район)
Поляне́цьке  (також вживалось Полонецьке — село в Україні, в Уманському районі Черкаської області, у складі Уманської міської громади. Розташоване за 7 км на південь від міста Умань.

## Історія
Назву села дослідники найчастіше пов'язують з назвою племені східних слов'ян — полян, які проживали тут у 6-9 століття.
Станом на 1885 рік у колишньому військовому поселенні Уманської волості Уманського повіту Київської губернії, мешкало 1154 особи, налічувалось 215 дворових господарств, існували православна церква, школа, 3 постоялих будинки, водяний і 6 вітряних млини.
Під час Голодомору 1932—1933 років, тільки за офіційними даними, від голоду померло 300 мешканців села..
2020 року увійшло до складу Уманської міської громади.

## Населення
За переписом 1897 року кількість мешканців зросла до 1599 осіб (798 чоловічої статі та 801 — жіночої), з яких 1598 — православної віри.
Населення становить 1291 особа (на 2001 р.).

### Мовний склад
Рідна мова населення за даними перепису 2001 року:
| Мова       | Чисельність, осіб | Доля     |
| ---------- | ----------------- | -------- |
| Українська | 1 267             | 98,14 %  |
| Російська  | 20                | 1,55 %   |
| Інше       | 4                 | 0,31 %   |
| Разом      | 1 291             | 100,00 % |

## Транспортне сполучення
З центром громади, містом Умань, має регулярне транспортне сполучення - міський маршрут №24 "Ринок - Полянецьке", яке обслуговує перевізник "Уманьтранссервіс". 15 рейсів у робочі днів і 10 у суботу та неділю.. 

## Галерея

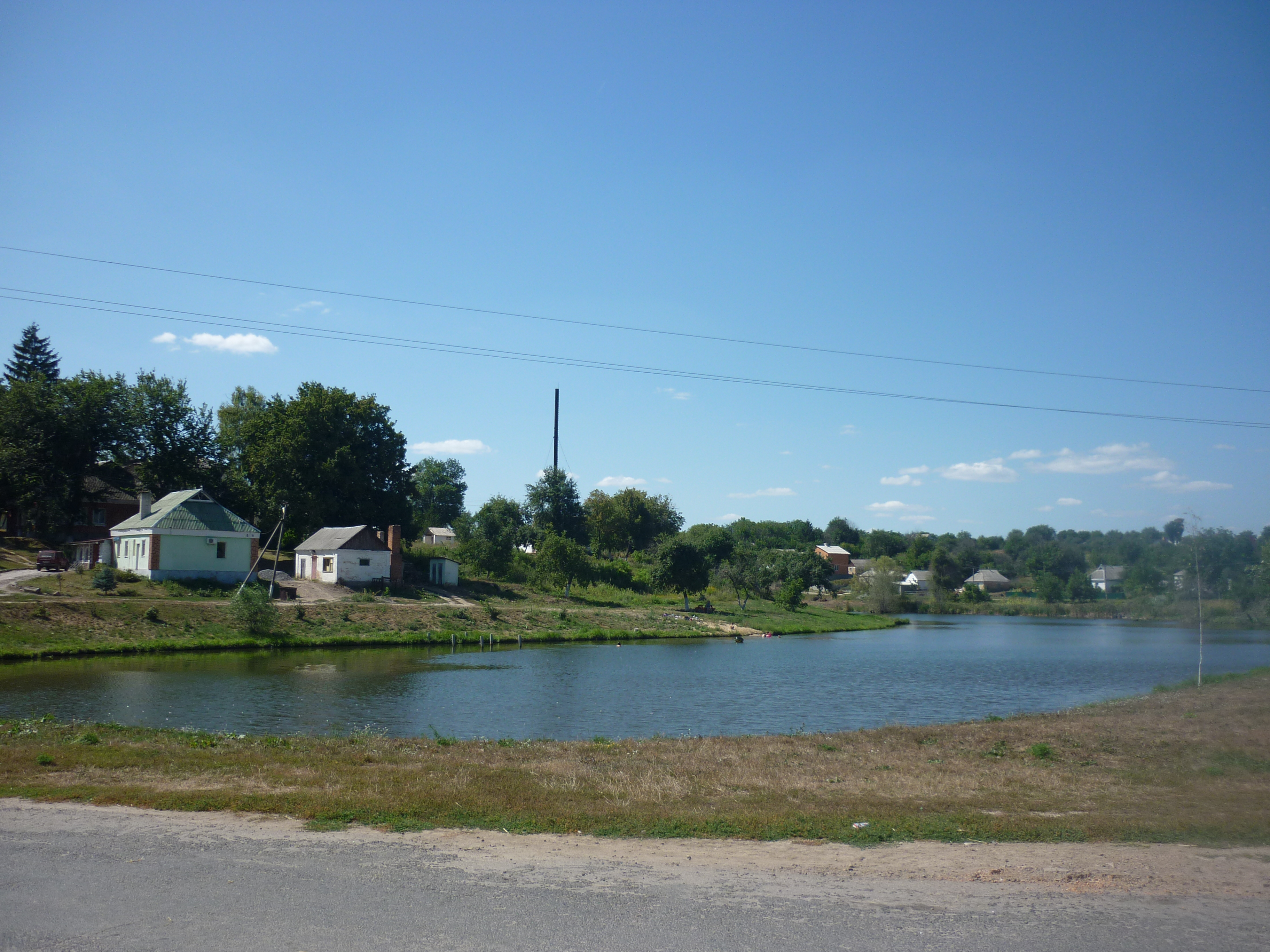
Ставок у центрі села
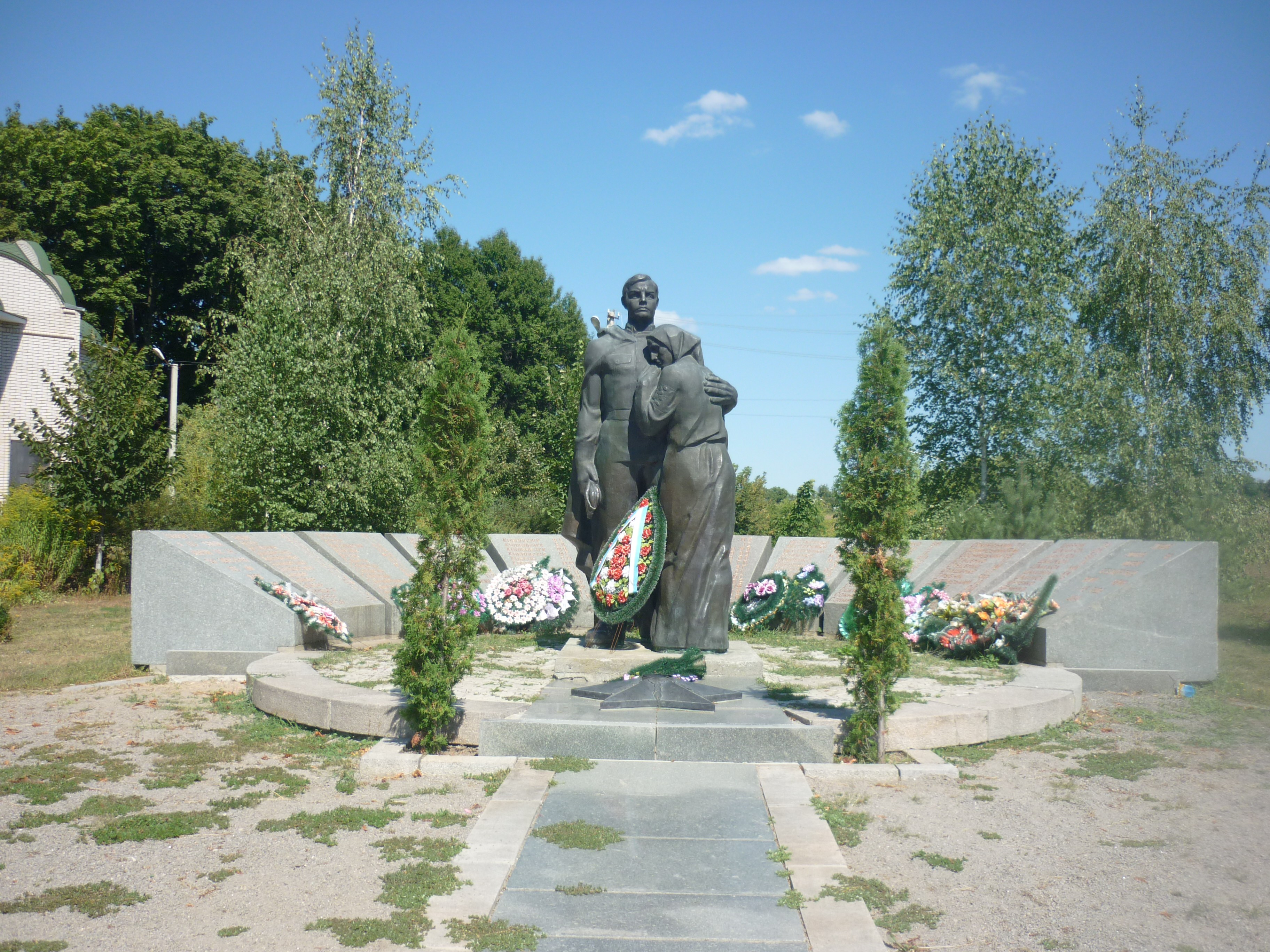
Пам'ятник визволителям
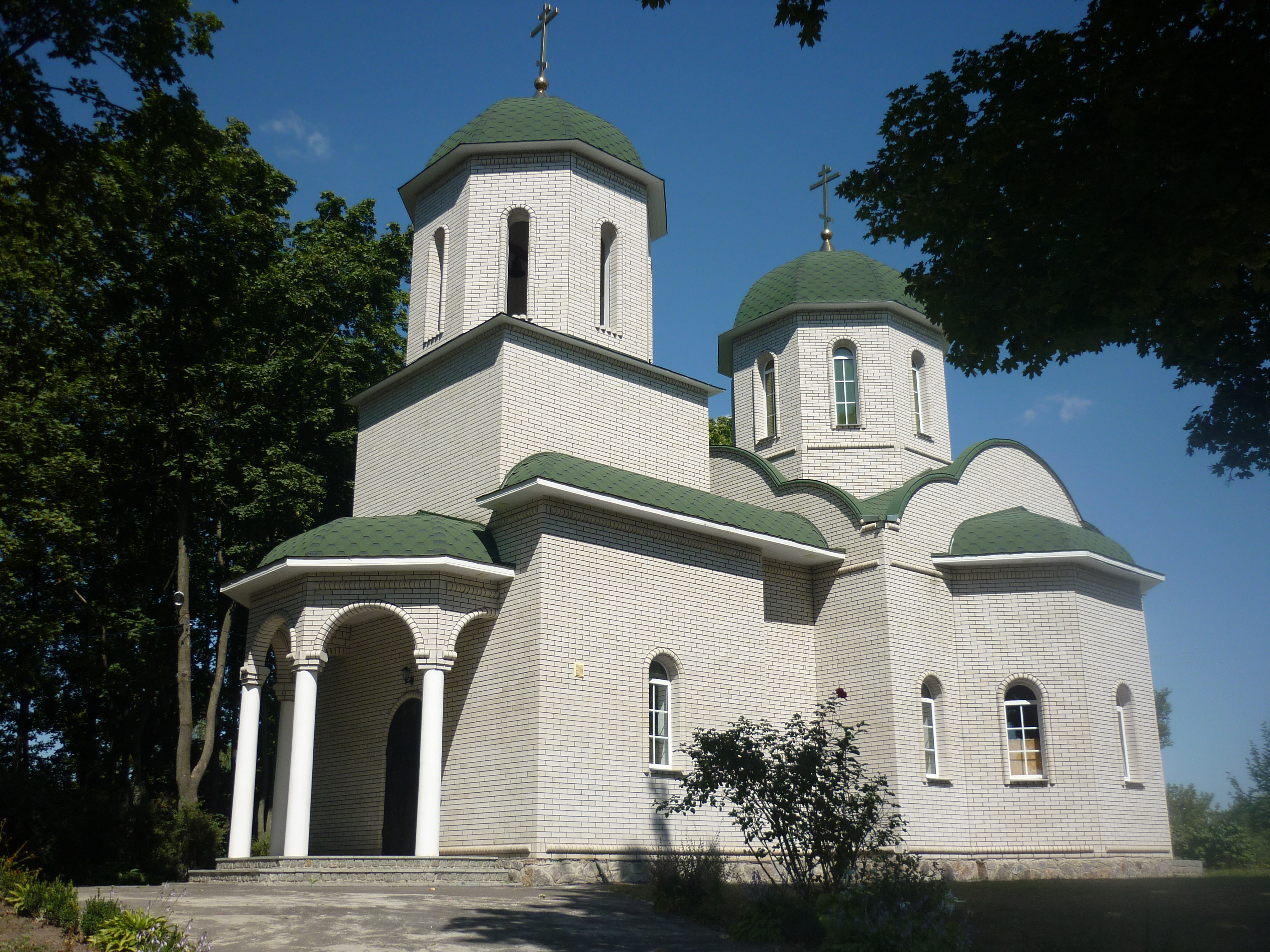
Церква
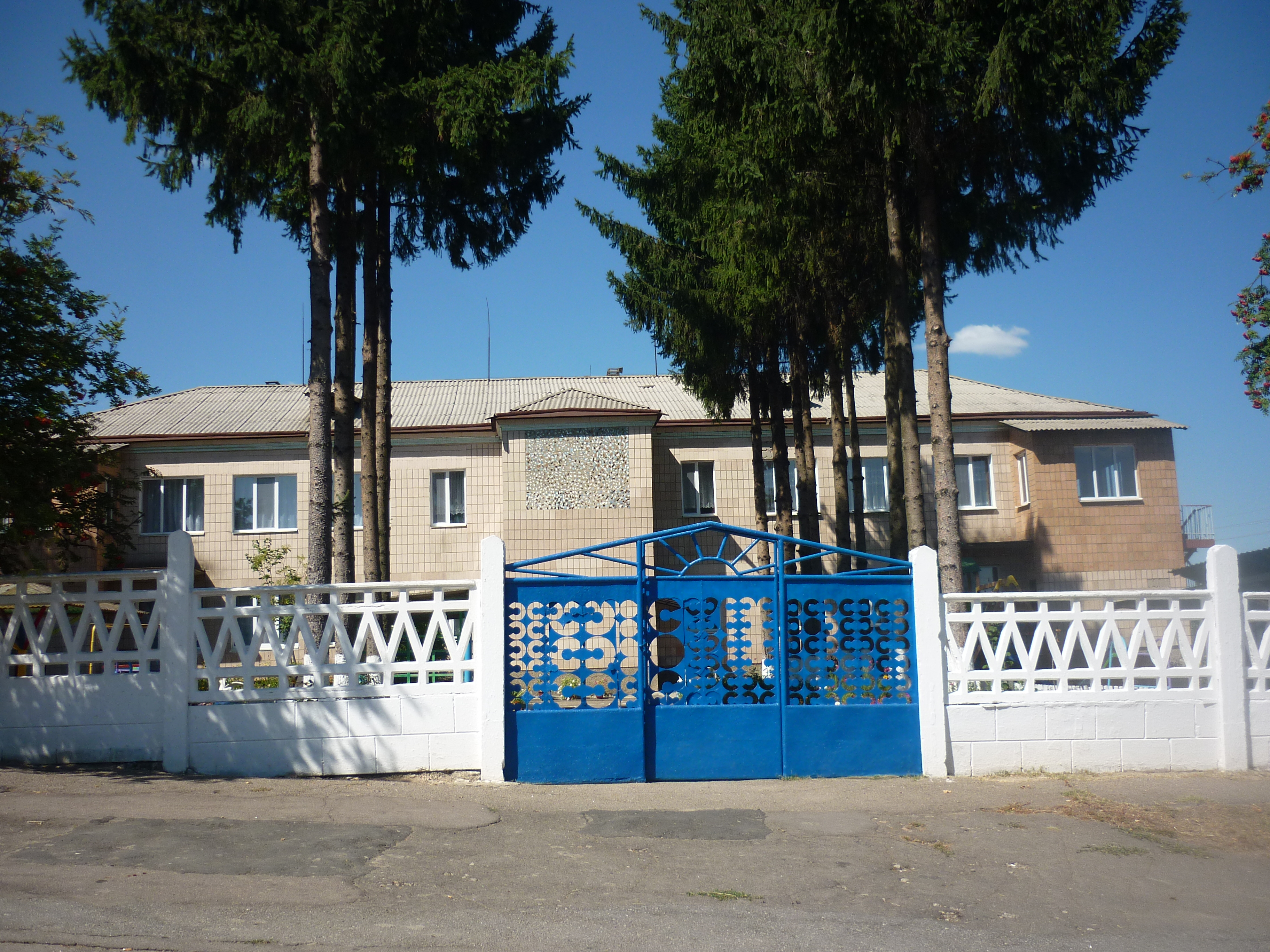
Дитячий садок
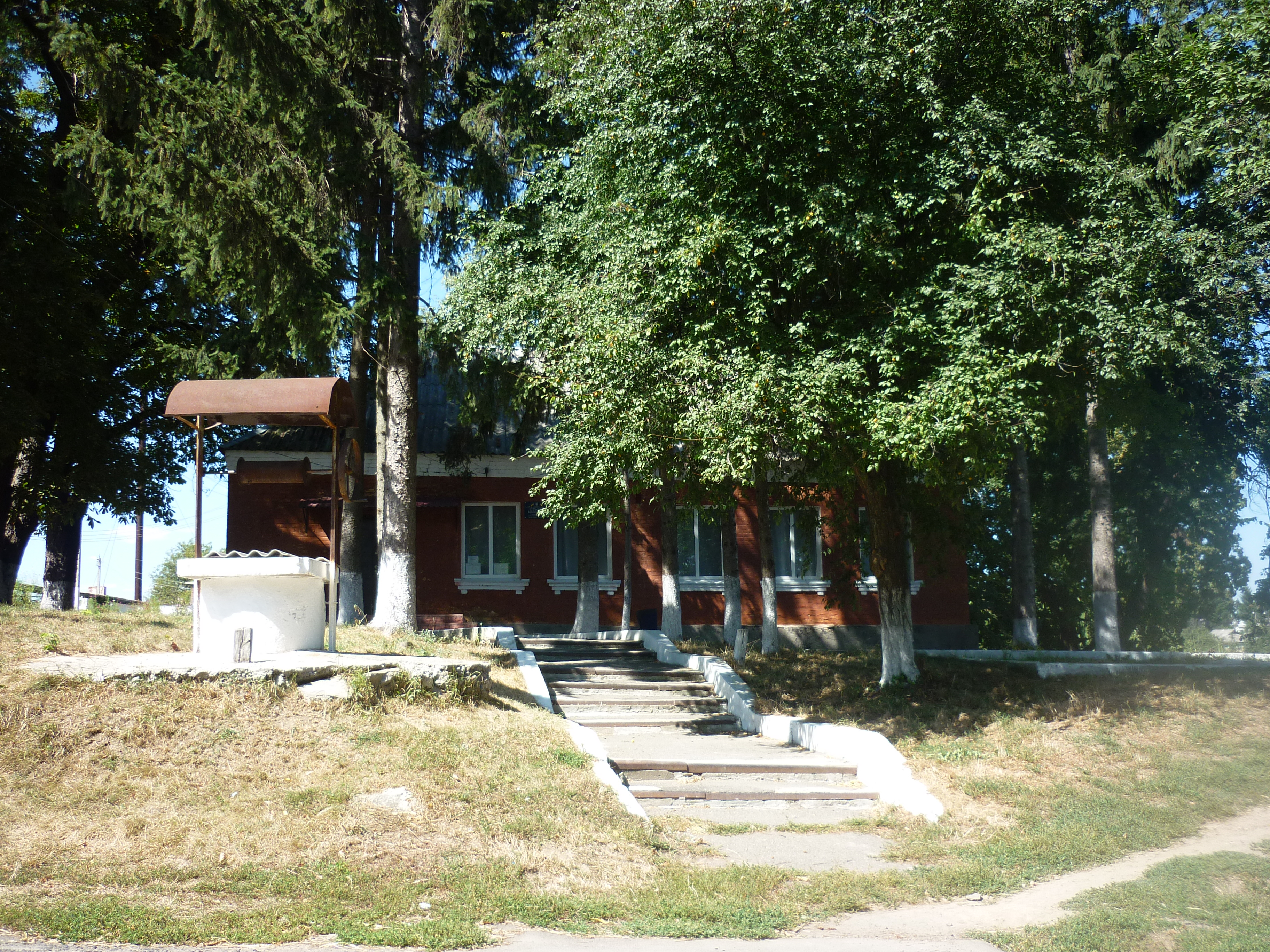
Бібліотека